# Wayne Yearwood
Wayne Yearwood, né le 22 septembre 1964, à Montréal, au Canada, est un ancien joueur canadien de basket-ball. Il évolue durant sa carrière au poste d'ailier.

## Palmarès
- 3e du championnat des Amériques 1988